# Doña Flor y sus dos maridos
Doña Flor y sus dos maridos est une telenovela mexicaine diffusée du 25 mars au 21 juin 2019 sur Las Estrellas.

## Synopsis
L'histoire tourne autour de Flor, une femme heureuse et belle qui sait que Valentín est un "désastre humain", mais malgré tout, elle l'aime tel qu'il est. heureux, mais à cause des problèmes de Valentín, il meurt. Et au milieu de la solitude et de la douleur d'avoir perdu son mari. Teodoro, l'ami d'Ana et qui l'a toujours aimée, décide de commencer à la conquérir. Tout allait bien, «normal, calme et un peu ennuyeux» comme un mariage devrait l'être. Jusqu'au bout d'une nuit, Ana demande le souhait «que son mari revienne», jusqu'à ce que son souhait se réalise. Et maintenant, Ana ne sait pas vivre avec le fantôme de son défunt mari et de son mari actuel.

## Distribution
- Ana Serradilla : María Florencia «Flor» Méndez Canul
- Sergio Mur : Teodoro «Teo» Hidalgo Flores
- Joaquín Ferreira : Valentín, el «Vale»
- Mariluz Bermúdez : Samantha Cabrera de Mercader
- Rebecca Jones : Margarita Canul de Méndez
- Alejandro Calva : Octavio Mercader Serrano
- Roberto Blandón : Óscar Hidalgo
- Carlos Corona : Padre Elpidio Mora González
- Ximena Ayala : Rosalía Méndez Canul
- Liz Gallardo : Mariana Santos Cruz
- Ianis Guerrero : Aureliano Méndez Canul
- Ricardo Polanco : Porfirio Habanero López «El Chile»
- Vicky Araico : Itzamara Bianchi Roldán
- Jorge Luis Vázquez : Valderrábano
- Alejandra Ley : Micaela «Mica» Navarro Robles
- Fernando Robles : Néstor
- Luis Curiel : Sixto «Tito» Bianchi Roldán

## Diffusion
- Las Estrellas (2019)

### Sources
- (es) Cet article est partiellement ou en totalité issu de l’article de Wikipédia en espagnol intitulé « Doña Flor y sus dos maridos (telenovela) » (voir la liste des auteurs).